# 鈍角三角形
鈍角三角形（どんかくさんかっけい、英: obtuse triangle）は、三角形の一種で、3つの角のうち、最大角または長辺に対する角が直角 (90° = π/2 rad) よりも大きい図形である。
なお、鈍角三角形では、長辺を c、短辺を a，b とすれば、各辺は c2 > a2 + b2 の関係となり、また外心や垂心が三角形の外部に生ずる。

## 鈍角三角形の合同条件
鈍角三角形に関して、2辺と鈍角が相等しいならば2つの三角形は合同になる。このとき鈍角は必ずしも2辺を挟む角である必要はない。この条件を、鈍角三角形の合同条件という。ただし、2辺を挟む角が鋭角であった場合、三角形が1通りに定まらないことがあるため、この条件は成り立たない。